# Михальчук Сергій Олександрович
Сергі́й Олекса́ндрович Михальчу́к (27 травня 1998, с. Великі Проходи, Дергачівський район, Харківська область, Україна — 14 грудня 2019, Бахмутський район, Донецька область, Україна)  — український військовослужбовець, сержант Національної гвардії України. Учасник російсько-української війни. Герой України (посмертно).

## Життєпис
Народився 27 травня 1998 року у селі Великі Проходи Дергачівського району Харківської області у багатодітній родині. Перші два класи навчався у харківській спеціалізованій школі № 62 селища П'ятихатки Київського адміністративного району Харкова, а починаючи з 3-го класу — у Великопроходівському ліцеї Дергачівської районної ради. Був членом шкільних команд з футболу, волейболу та баскетболу, активно брав участь у численних спортивних змаганнях, отримував спортивні винагороди на рівні району. Після закінчення 11 класів допомагав своїй родині, працюючи різноробочим на важких та виснажливих роботах на лісоповалі та будівництвах.
1 лютого 2019 року вступив на військову службу до лав Національної гвардії України. Служив на посаді старшого кулеметника 2-го взводу розвідки спеціального призначення роти спеціального призначення 4-ї бригади оперативного призначення Національної гвардії України, яка дислокується у селищі міського типу Гостомель Київської області, військова частина 3018.
З вересня 2019 року брав участь в операції об'єднаних сил на Сході України. На фронті виконував бойові завдання по захисту суверенітету та територіальної цілісності України в районі селища Новолуганське Бахмутського району Донецької області на Світлодарській дузі. У складі батальйонної тактичної групи 59-ї окремої мотопіхотної бригади Збройних Сил України обороняв найнебезпечніші ділянки району оборони.
Під час служби Сергій неодноразово залучався до перевірки мінно-вибухових загороджень переднього краю оборони та проводив інженерну розвідку нейтральної смуги. У листопаді 2019 року, під час однієї з таких розвідок російські бойовики несподівано почали інтенсивний обстріл. Разом із побратимом він підібрався до прихованих позицій противника, передав їхні координати й виманив ворожого коригувальника вогню. Таким чином останній демаскував себе і був знищений снайперською парою української тактичної групи.
Пізніше, на початку грудня 2019 року, здійснюючи бойове чергування, Сергій помітив автомобіль, який рухався до позицій російських бойовиків. Під час спостереження виявилося, що автівка доправляла боєприпаси противнику. За наказом командира він відкрив прицільний вогонь по транспортному засобу. Боєприпаси здетонували й на ворожих позиціях пролунала низка вибухів.
14 грудня 2019 року Михальчук разом із бойовим побратимом вели спостереження за діями противника. Близько 15:00 російські бойовики розпочали масований мінометний обстріл позицій українських військових. Наказавши товаришу сховатися в укриття, сам він залишився, щоб виявити координати мінометного розрахунку ворога. Під час обстрілу одна з мін потрапила в бруствер спостережного поста, унаслідок чого його бойовий побратим дістав осколкові поранення плечей та обличчя. Сергій кинувся на допомогу пораненому товаришу, але через бійницю помітив диверсійно-розвідувальну групу противника. Дев'ятеро осіб, прикриваючись інтенсивним обстрілом із мінометів калібру 82-мм, рухалися до позицій українських військових. Закривши собою пораненого товариша, вогнем із кулемета атакував російських бойовиків, чим змусив ворога відступити на безпечну відстань.
Попередивши про просування диверсійно-розвідувальної групи противника, він надав пораненому військовослужбовцю першу медичну допомогу та перетягнув його в бліндаж. А сам зайняв бойову позицію і мужньо відбивав просування диверсантів противника, які знову перейшли в наступ. Під час повторного мінометного обстрілу внаслідок вибуху міни дістав множинні осколкові сліпі та проникаючі поранення несумісні з життям й дорогою до Світлодарської міської лікарні помер.
Похований на Алеї Слави Харківського міського кладовища № 18.

## Нагороди та вшанування
- Указом Президента України № 111/2020 від 25 березня 2020 року, «за особисту мужність і героїзм, виявлені у захисті державного суверенітету та територіальної цілісності України, вірність військовій присязі», присвоєно звання «Герой України» (посмертно)[2].
- 21 серпня 2020 року Указом Президента України 4 бригаді оперативного призначення НГУ присвоєне ім'я Героя України сержанта Сергія Михальчука[3].
- 10 вересня 2020 року у Великопроходівському ліцеї Харківської області, де навчався Сергій, йому встановлено меморіальну дошку[4].
- Вшановується в меморіальному комплексі «Зала пам'яті», в щоденному ранковому церемоніалі 14 грудня[5][6].